# Luft- und Raumfahrttechnik
Die Luft- und Raumfahrttechnik als Teil der Ingenieurwissenschaften und Verkehrstechnik befasst sich mit der Entwicklung und dem Betrieb bzw. Unterhalt von Flugzeugen, Flugkörpern, Raumfahrzeugen und Satelliten. Diese Systeme werden unter Berücksichtigung der technischen, wissenschaftlichen und ökologischen Aspekte weiterentwickelt.
Dabei wird eine möglichst günstige Verknüpfung (Integration) von Komponenten und Teilsystemen angestrebt. Diese Integration erstreckt sich z. B. auf den strukturellen Aufbau eines möglichst leichten Fluggeräts, die günstigste aerodynamische Form, Triebwerke und deren Untersysteme, Systeme für Energieversorgung, Steuerung, Datenübertragung und Kommunikation, Untersysteme der Grundausrüstung, die Funktion und Sicherheit gewährleisten, die Einsatz- sowie Nutzausrüstung (unterschiedlich je nach Art und Aufgabe des Systems). Je nach Einsatzprofil können weitere Anforderungen hinzukommen, z. B. in thermischer Hinsicht oder um den Bedingungen des Weltraums widerstehen zu können.

## Geschichte der Luft- und Raumfahrttechnik
Siehe separate Artikel Aeronautik, Geschichte der Luftfahrt und Geschichte der Raumfahrt.

## Unternehmen und Institutionen

### Unternehmen und Institutionen in Europa
- Agentur der Europäischen Union für das Weltraumprogramm
- Airbus
- Europäische Weltraumorganisation
- MBDA
- NHIndustries

### Unternehmen und Institutionen in Deutschland
- Airbus
- Bundesamt für Ausrüstung, Informationstechnik und Nutzung der Bundeswehr (BAAINBw)
- Bundesverband der Deutschen Luft- und Raumfahrtindustrie
- Deutsche Aircraft
- Deutsche Gesellschaft für Luft- und Raumfahrt
- Deutsches Zentrum für Luft- und Raumfahrt (DLR)
- Diehl Aerospace
- Diehl Aircabin
- Extra Aircraft
- Grob Aircraft
- Hensoldt
- HyImpulse
- IABG
- Isar Aerospace
- Liebherr
- Lilium
- Lufthansa Technik
- MT Aerospace
- MTU Aero Engines
- OHB
- Rheinmetall
- Rocket Factory Augsburg
- Rockwell Collins
- Rolls-Royce Deutschland
- Saarschmiede GmbH
- Zeppelin Luftschifftechnik

### Unternehmen und Institutionen in Österreich
- AMES
- FACC AG
- Diamond Aircraft
- RUAG Aerospace Austria

### Unternehmen und Institutionen in der Schweiz
- Pilatus Aircraft
- RUAG

### Unternehmen und Institutionen in Italien
- Agenzia Spaziale Italiana (ASI, Italienische Weltraumagentur)
- Centro Italiano Ricerche Aerospaziali (CIRA, Italienisches Zentrum für Luft- und Raumfahrt-Forschung)
- Comando delle Operazioni Spaziali (COS, Kommando Weltraumoperationen)
- Raumfahrtzentrum Fucino
- Leonardo S.p.A.
- Telespazio
- Avio
- ATR
- Piaggio Aerospace
- Tecnam
- Alpi Aviation
- CH7 Helisport

### Unternehmen und Institutionen in Großbritannien
- Airbus
- BAE Systems
- Britten-Norman-Group
- GKN Aerospace
- Marshall Group
- Martin Baker Aircraft Company
- Rolls-Royce Group
- Swift Aircraft
- UK Space Agency

### Unternehmen und Institutionen in Frankreich
- Airbus Group
- ArianeGroup
- Avions de Transport Régional
- CNES
- DAHER
- Dassault Aviation
- Figeac Aero
- Groupe Latécoère
- Ratier-Figeac
- Safran
- Thales
- ThrustMe

### Unternehmen und Institutionen in den USA
- American Institute of Aeronautics and Astronautics
- Blue Origin
- Boeing
- DARPA
- Firefly Aerospace
- General Dynamics
- Honeywell International
- Lockheed-Martin
- NASA
- Northrop Grumman
- Rocket Lab
- RTX Corporation
- SpaceX
- Textron
- United Launch Alliance
- United States Space Force
- Virgin Galactic

### Unternehmen und Institutionen in China
- 602nd Aircraft Design Institute
- Aviation Industry Corporation of China (AVIC)
- Chengdu Aircraft Design Institute
- China Aerospace Science and Industry Corporation (CASIC)
- China Aerospace Science and Technology Corporation (CASC)
- Comac
- Deep Blue Aerospace
- Galactic Energy
- Geespace
- ISpace
- Jiuzhou Yunjian (JZYJ)
- LandSpace
- MinoSpace
- OneSpace
- Orienspace
- Space Pioneer
- Spacety
- TCab Tech

## Lehrinhalte
Neben den Grundlagen des klassischen Maschinenbaus wie Mathematik, Physik, Chemie, Elektrotechnik, Regelungstechnik, Werkstoffkunde u. a. gehören die folgenden Lehrinhalte zum Studium der Luft- und Raumfahrttechnik:
- ggfs. Astronomie
- Gasdynamik
- Luftfahrtantriebe bzw. Raumfahrtantriebe
- Luftfahrtmechanik bzw. Raumflugmechanik
- Luftfahrzeugbau bzw. Raumfahrzeugbau
- Strömungslehre
- Turbomaschinen

Daneben werden vielfach weitere Wahlpflichtfächer, ggfs. auch aus dem nichttechnischen Bereich, verlangt.

## Studienmöglichkeiten

### Deutschland

#### Universitäten
Grundlegende Studiengänge (Bachelor):
- TU München: Aerospace (B.Sc.)
- Universität der Bundeswehr München: Luft- und Raumfahrttechnik (B.Sc.)
- Universität Stuttgart: Luft- und Raumfahrttechnik (B.Sc.)
- Universität Würzburg: Luft- und Raumfahrtinformatik (B.Sc.)

Weiterführende Studiengänge (Master):
- RWTH Aachen: Luft- und Raumfahrttechnik (M.Sc.)
- TU Berlin: Luft- und Raumfahrttechnik (M.Sc.)
- TU Braunschweig: Luft- und Raumfahrttechnik (M.Sc.)
- TU Darmstadt: Aerospace Engineering (M.Sc.)
- TU Dresden: Luft- und Raumfahrttechnik (Diplom)
- TU München: Aerospace (M.Sc.)
- TU Hamburg: Flugzeug-Systemtechnik (M.Sc.)
- Universität der Bundeswehr München: Luft- und Raumfahrttechnik (M.Sc.)
- Universität Stuttgart: Luft- und Raumfahrttechnik (M.Sc.)
- Universität Würzburg: Space Science and Technology, Luft- und Raumfahrtinformatik (M.Sc.)

#### Fachhochschulen
Grundständige Studiengänge (Bachelor):
- FH Aachen: Luft- und Raumfahrttechnik (B.Eng.)
- Hochschule Bremen: Luft- und Raumfahrttechnik (B.Eng.)
- Hochschule für Angewandte Wissenschaften Hamburg: Flugzeugbau (B.Sc.)
- Technische Hochschule Ingolstadt: Luftfahrttechnik (B.Eng.)
- Hochschule für angewandte Wissenschaften München: Luft- und Raumfahrttechnik (B.Sc.)
- Hochschule Osnabrück: Aircraft and Flight Engineering (B.Sc.)
- DHBW Ravensburg: Luft- und Raumfahrttechnik (B.Eng)[1]
- Hochschule RheinMain: Elektro- und Luftfahrttechnik (B.Eng.)

Weiterführende Studiengänge (Master):
- FH Aachen: Aerospace Engineering (M.Sc.)
- Hochschule Bremen: Aerospace Technologies (M.Sc.)
- Hochschule für Angewandte Wissenschaften Hamburg: Flugzeugbau (M.Sc.)
- Technische Hochschule Ingolstadt: Luftfahrttechnik (M.Eng.)
- Ernst-Abbe-Hochschule Jena: Raumfahrtelektronik (M.Eng.)
- Hochschule für angewandte Wissenschaften München: Luft- und Raumfahrttechnik (M.Sc.)

### Österreich

#### Höhere Technische Lehranstalten
Es gibt in Österreich zwei HTL mit der Fachrichtung Flugtechnik:
- HTL Kapfenberg
- HTBLA Eisenstadt

#### Universitäten
Der Masterstudiengang Space Science and Earth from Space beinhaltet die Vertiefungen Solar System Physics, Earth System from Space und Satellite Systems, die sich mit Weltraumtechnik und Wissenschaften beschäftigen.
- Technische Universität Graz[2]
- Universität Graz

einzelne Lehrveranstaltungen, wie z. B. Einführung in den Flugzeugbau, Entwerfen von Flugzeugen, Moderne Weltraumantriebe - Advanced Space Propulsion Systems, Dynamik und Steuerung von Raumfahrzeugen u. a. als Freies Wahlfach oder im Rahmen eines Techn. Physik-, Maschinenbau-, o. ä. Studiums:
- Technische Universität Wien[3]

#### Hochschulen für angewandte Wissenschaften
Eigenständiger Bachelor- und Masterstudiengang Luftfahrt/Aviation (bis 2007: Diplomstudiengang mit Abschluss als „Diplomingenieur (FH) Luftfahrt/Aviation“):
- FH JOANNEUM Graz[4]

Der Masterstudiengang Aerospace Engineering wird von der Fachhochschule Wiener Neustadt angeboten.
- FH Wiener Neustadt[5]

### Schweiz

#### Fachhochschulen
Grundständige Studiengänge (Bachelor):
- Zürcher Hochschule für Angewandte Wissenschaften: Aviatik (B.Sc.)

### Niederlande

#### Technische Universitäten
- TU Delft

#### Hochschulen für angewandte Wissenschaften
- INHolland

### Frankreich
- International Space University